# 미국의 금주 운동

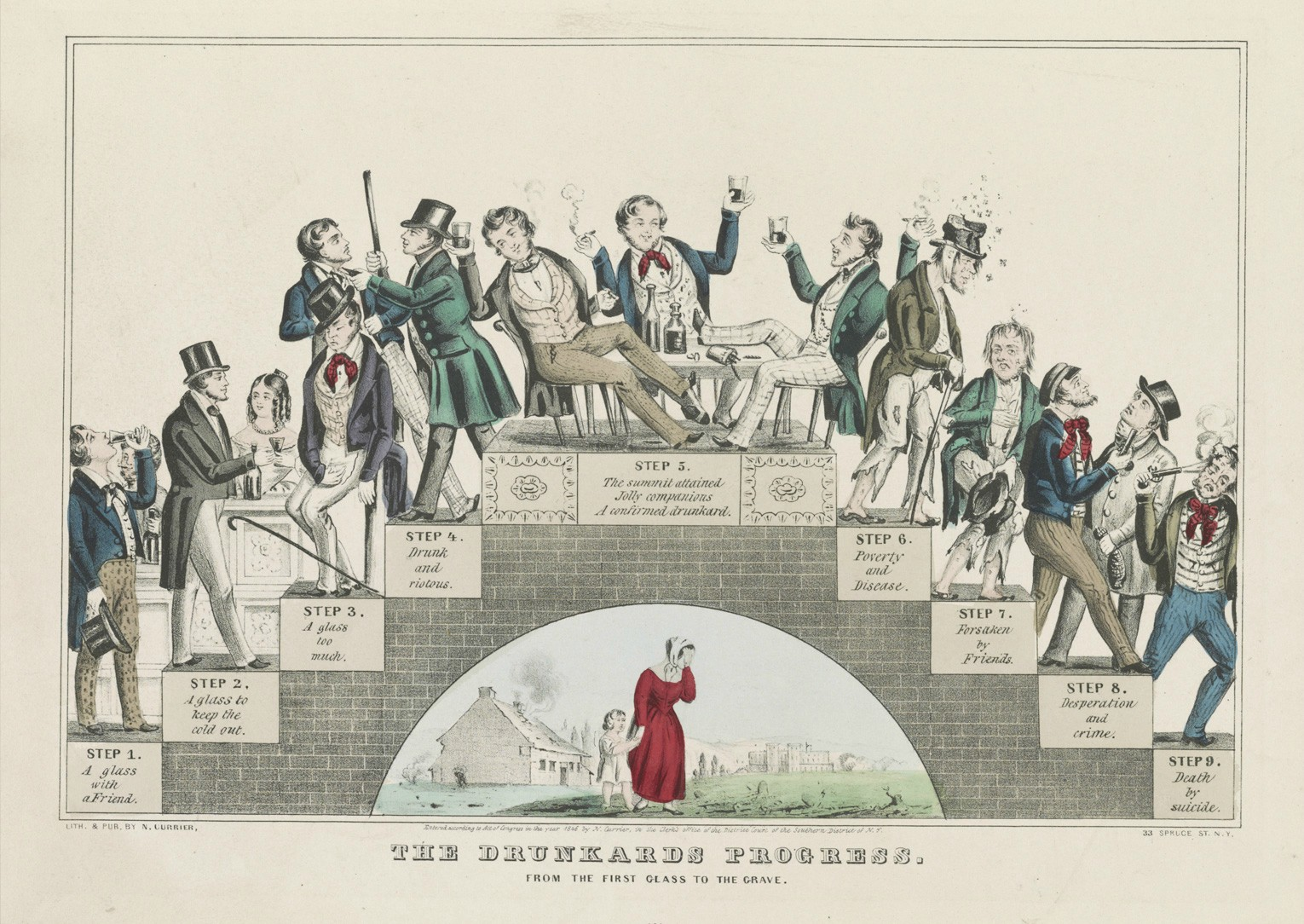
주정뱅이의 전진: 금주 운동을 지지하는 나다니엘 커리어의 석판화, 1846년 1월.

미국에서 알코올 소비를 억제하려 했던 금주 운동은 19세기와 20세기 미국 정치와 미국 사회에 큰 영향을 미쳤으며, 1920년부터 1933년까지 미국 수정 헌법 제18조를 통해 금주법이 시행되는 것으로 절정에 달했다. 오늘날에도 금주 운동을 계속해서 장려하는 단체들이 있다.

## 초기 금주 운동: 1784–1861

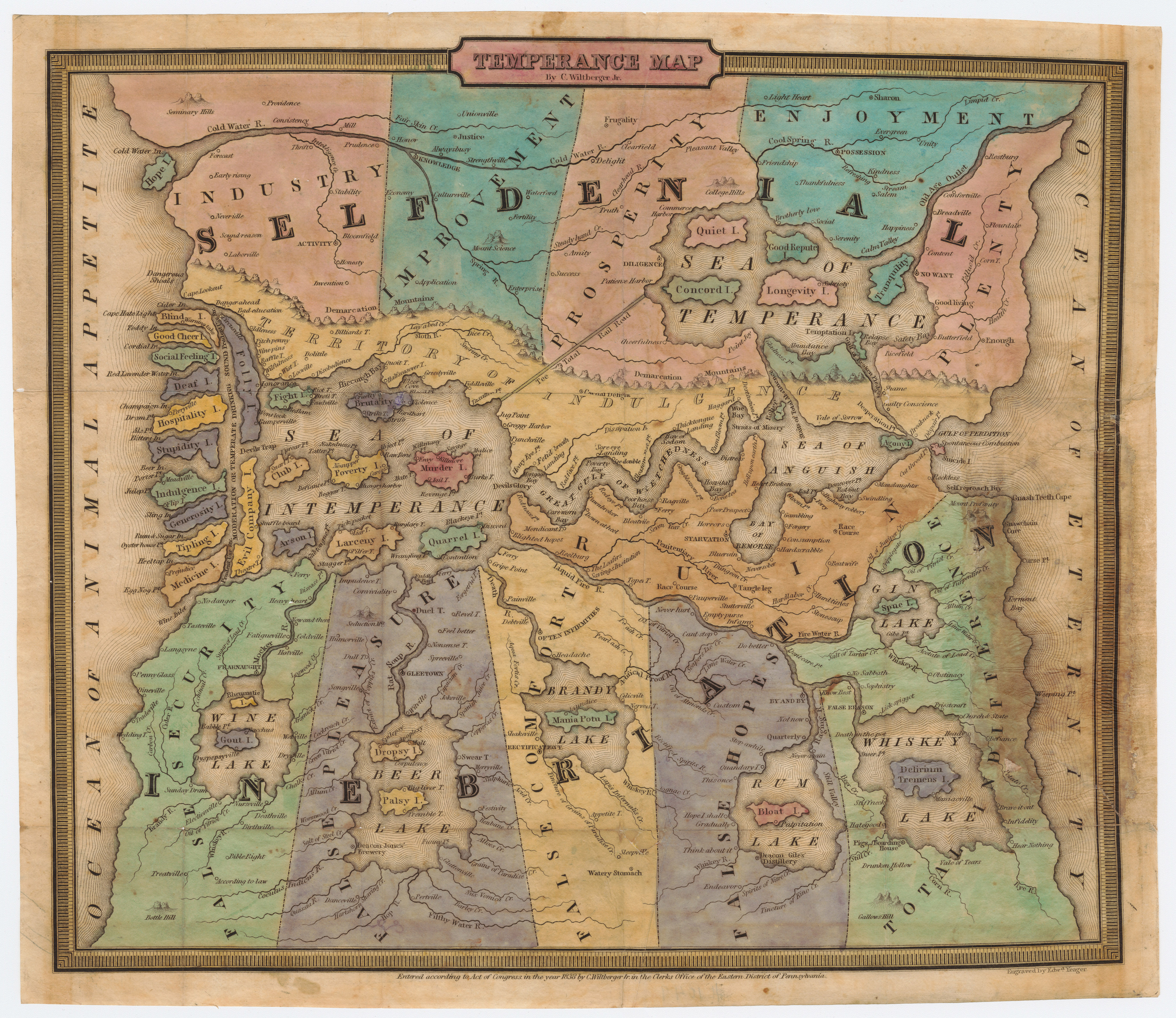
존 C. 윌트버거 주니어가 1838년에 그린 금주를 묘사한 초기 우화 지도.

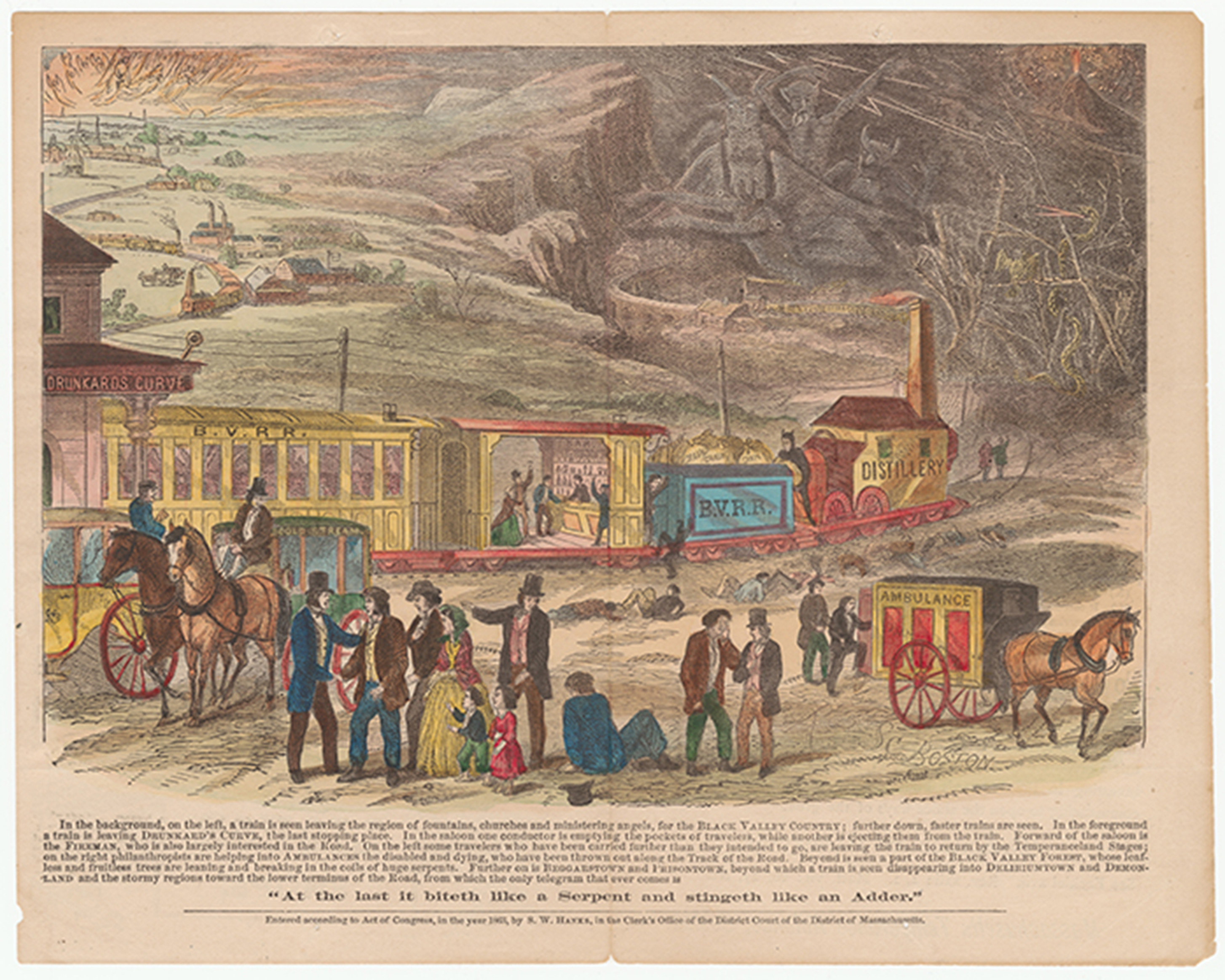
매사추세츠 금주 연맹이 1863년에 제작한, 알코올을 파멸로 가는 기차 여행, 즉 "블랙 밸리 철도"로 묘사한 금주 우화 지도.

18세기 후반과 19세기 초반에 걸쳐 다양한 요인들이 알코올 의존증의 유행에 기여했는데, 이는 배우자 학대, 가족 방치, 만성 실업과 함께 진행되었다. 한때 사과주와 같이 가벼운 알코올 음료를 "새벽부터 새벽까지" 마시던 미국인들은 (식민지 시대에는) 럼과 (혁명 후 시대에는) 위스키와 같이 강하고 저렴한 음료를 더 많이 마시면서 훨씬 더 많은 알코올을 섭취하기 시작했다. 저렴하고 풍부한 알코올에 대한 대중의 압력은 알코올 판매에 대한 지역 조례의 완화로 이어졌다.
금주 운동은 벤저민 러시가 1784년에 쓴 저서 "인체와 정신에 미치는 강한 증류주의 영향에 대한 탐구"에서 시작되었으며, 이 책은 알코올의 과도한 사용이 신체적, 심리적 건강에 해롭다고 판단했다. 러시의 탐구에 영향을 받아 1789년 코네티컷주의 한 공동체에서 약 200명의 농부들이 위스키 제조를 금지하기 위해 금주 협회를 결성했다. 비슷한 협회는 1800년에 버지니아주, 1808년에 뉴욕주에서 결성되었다. 다음 10년 동안 다른 금주 단체들이 8개 주에서 결성되었으며, 일부는 주 전체를 아우르는 조직이었다. 이 젊은 운동은 절제된 또는 적당한 음주를 허용했다. 운동의 많은 지도자들은 활동을 확장하고 안식일 준수 및 기타 도덕적 문제에 대한 입장을 취했으며, 1820년대 초까지 정치적 내분으로 인해 운동이 정체되었다.
일부 지도자들은 자신들의 목표를 계속해서 추진했다. 코네티컷주의 목사였던 라이먼 비쳐와 같은 미국인들은 1825년부터 모든 주류 사용에 반대하는 강연을 시작했다. 미국 금주 협회는 1826년에 결성되었고 종교와 도덕에 대한 새로운 관심 덕분에 번성했다. 12년 안에 8,000개 이상의 지역 그룹과 1,250,000명 이상의 회원을 확보했다고 주장했다. 1839년까지 18개의 금주 관련 저널이 발행되었다. 동시에 일부 개신교와 가톨릭 교회 지도자들은 금주를 장려하기 시작했다. 이 운동은 1830년대 후반에 두 가지 노선으로 분열되었다: 일부 음주를 허용하는 온건파와 완전 금주를 요구하는 급진파, 그리고 도덕적 설득에만 의존하는 자발주의자들과 알코올을 제한하거나 금지하는 법률을 장려하는 금주주의자들 사이였다. 1830년대 이후 많은 대규모 금주 단체는 급진파와 금주주의자들이 지배했으며, 금주는 결국 금주법과 동의어가 되었다. 1838년, 금주 운동가들은 매사추세츠 주 의회에 15갤런 미만의 알코올 판매를 제한하는 법률을 통과시키도록 압력을 가했다. 1840년대에는 수많은 주에서 지역 유권자들이 자신들의 도시나 카운티에서 주류 판매 면허를 발급할지 여부를 결정할 수 있도록 허용하는 법률을 통과시켰다. 1850년대에는 13개 주와 영토가 주 전체 금주법("메인법"으로 알려짐)을 통과시켰다. 이 기간 내내 금주 개혁가들은 또한 일요일에 알코올 판매를 제한하는 일요일 법률을 지지하는 경향이 있었다.
남북 전쟁은 이 운동에 치명적인 타격을 입혔다. 남부의 금주 단체들은 북부의 단체들보다 약했고 주 전체 금주법을 통과시키지 못했으며, 북부의 몇 안 되는 금주법은 전쟁이 끝날 무렵 폐지되었다. 전쟁의 양측은 양조업자와 증류업자에게 세금을 부과하여 전쟁 자금을 조달함으로써 알코올 판매를 전쟁 노력의 일부로 삼았다. 노예제 문제는 금주 운동을 밀어냈고, 금주 단체들은 1870년대에 새로운 생명을 찾을 때까지 점차 사라졌다.

### 금주 극장
금주 운동은 극장의 한 장르를 탄생시켰다. 1825년, "위조자들"이라는 드라마 시가 사우스캐롤라이나주 찰스턴의 찰스턴 극장에서 초연되었다. 다음으로 중요한 금주 드라마는 1841년 더글러스 제럴드가 쓴 "주정뱅이의 삶 15년"이었다. 운동이 성장하고 번성하기 시작하면서 이 드라마들은 일반 대중 사이에서 더 인기를 얻었다. W.H. 스미스의 주정뱅이는 1841년 보스턴에서 초연되어 144회 공연되었고, 이후 하부 브로드웨이의 바넘의 미국 박물관에서 제작되었다. 이 연극은 엄청난 인기를 얻었으며 금주 내러티브를 주류 미국 극장에 도입하는 데 기여했다고 평가받는다. 1875년까지 뉴욕 극장가의 주요 작품으로 남아 있었다. "주정뱅이"는 전형적인 금주 드라마 형식을 따른다: 주인공은 알코올 때문에 몰락하고, 연극의 끝에서 음주를 완전히 포기하면서 혼란스러웠던 삶을 회복한다. 금주 드라마는 철도의 발명으로 교통수단이 발달하면서 극장단이 도시를 오가며 훨씬 더 이동성이 좋아져 연극의 한 장르로 계속 성장했다. 금주 드라마는 멀리 서해안까지 도달했는데, 데이비드 벨라스코가 에밀 졸라의 소설 "술"을 각색한 작품이 1879년 샌프란시스코의 볼드윈 극장에서 초연되었다.

### 메인의 초기 승리
메인은 금주 운동의 초기 중심지였다. 세계 최초의 전체 금주 협회는 1815년 포틀랜드에서 결성되었고, 1834년에는 주 전체 금주 단체가 결성되었다. 이 단체들은 1838년에 주 의회에 압력을 가해 15갤런 법을 통과시키면서 큰 승리를 거두었는데, 이 법은 그 양 미만의 주정 판매를 금지했다. 이 법의 실질적인 효과는 그렇게 많은 양을 살 수 있는 부유한 사람들에게만 독주를 구할 수 있게 했다는 것이다. 이 법은 2년 안에 폐지되었다. 그러나 1851년에는 소위 메인법이 통과되어 알코올 음료의 생산 및 판매를 금지했다. 그리하여 메인은 최초의 "금주" 주가 되었다. 하지만 이 법의 "의약품, 기계 및 제조 목적" 예외 조항은 일부에게는 여전히 주류를 구할 수 있다는 것을 의미했다.

## 제2차 금주 운동: 1872–1893
1870년대 재건 시대가 끝나갈 무렵, 많은 백인 개혁가들은 인종 평등에 대한 관심을 잃고 금주에 더 많은 에너지를 쏟았다. 이 시기에 금주주의 단체인 여성 기독교 금주 연합 (WCTU, 1874년 설립)과 자발주의 단체인 미국 가톨릭 금주 연합 (CTAU, 1872년 설립)을 포함한 다양한 금주 단체들이 생겨났다. 금주주의 금주 운동은 인종 계층, 성 역할, 명예와 같은 "남부" 가치를 수용하면서 남부에서 인기를 얻었다. 전국적인 운동은 전국적으로, 특히 복음주의자들로부터 더 많은 종교적 지지를 얻었다.

### 금주 교육
1873년, WCTU는 학교 및 대학에 과학적 금주 교육부를 설립하고, 메리 헌트를 전국 감독관으로 임명했다. WCTU는 1879년까지 12만 명의 회원을 보유한 영향력 있는 조직이었다. 프란세스 엘리자베스 캐롤라인 윌러드는 "모든 것을 하라"는 모토 아래 여성과 아동을 보호하기 위해 이 단체를 이끌었다. WCTU가 추구한 변화 중 일부는 여성의 재산 및 양육권, 여성 참정권, 성적 동의 연령 상향, 평화 중재, 여성 교육, 여성 근로 권리 옹호 등을 포함했다.

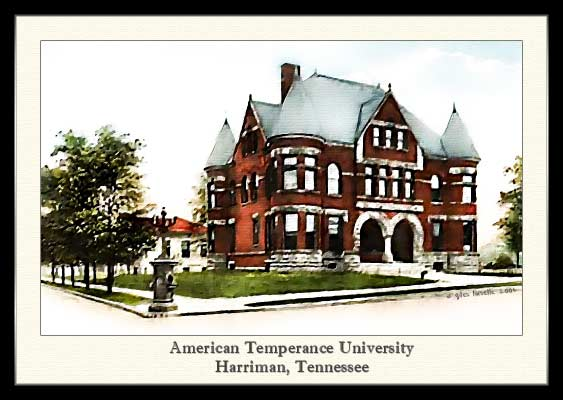
금주회관을 묘사한 엽서

음주와 가정 폭력 사이에 상관관계가 있었기 때문에(많은 주정뱅이 남편들이 가족 구성원을 학대했음), 금주 운동은 다양한 여성 인권 운동 및 진보주의 운동과 함께 존재했으며, 종종 같은 활동가들이 여러 운동에 참여하기도 했다. 루시 웹 헤이스부터 수전 B. 앤서니에 이르기까지 당시의 많은 저명한 인물들이 금주 운동에 적극적으로 참여했다. 캐나다에서는 넬리 맥클렁이 금주 운동의 오랜 지지자였다. 대부분의 사회 운동과 마찬가지로, 폭력적인 활동가(캐리 네이션)부터 온건한 활동가(닐 S. 다우)까지 다양한 활동가들이 있었다.
미국 금주 대학은 1893년 해리먼이라는 계획 도시에서 개교했는데, 이 도시는 주류 판매가 허용되지 않는 공동체로 개발되었다. 개교 2년차에는 20개 주에서 온 345명의 학생들이 등록했다. 그러나 이 대학은 1908년에 폐교되었다.

### 금주 분수

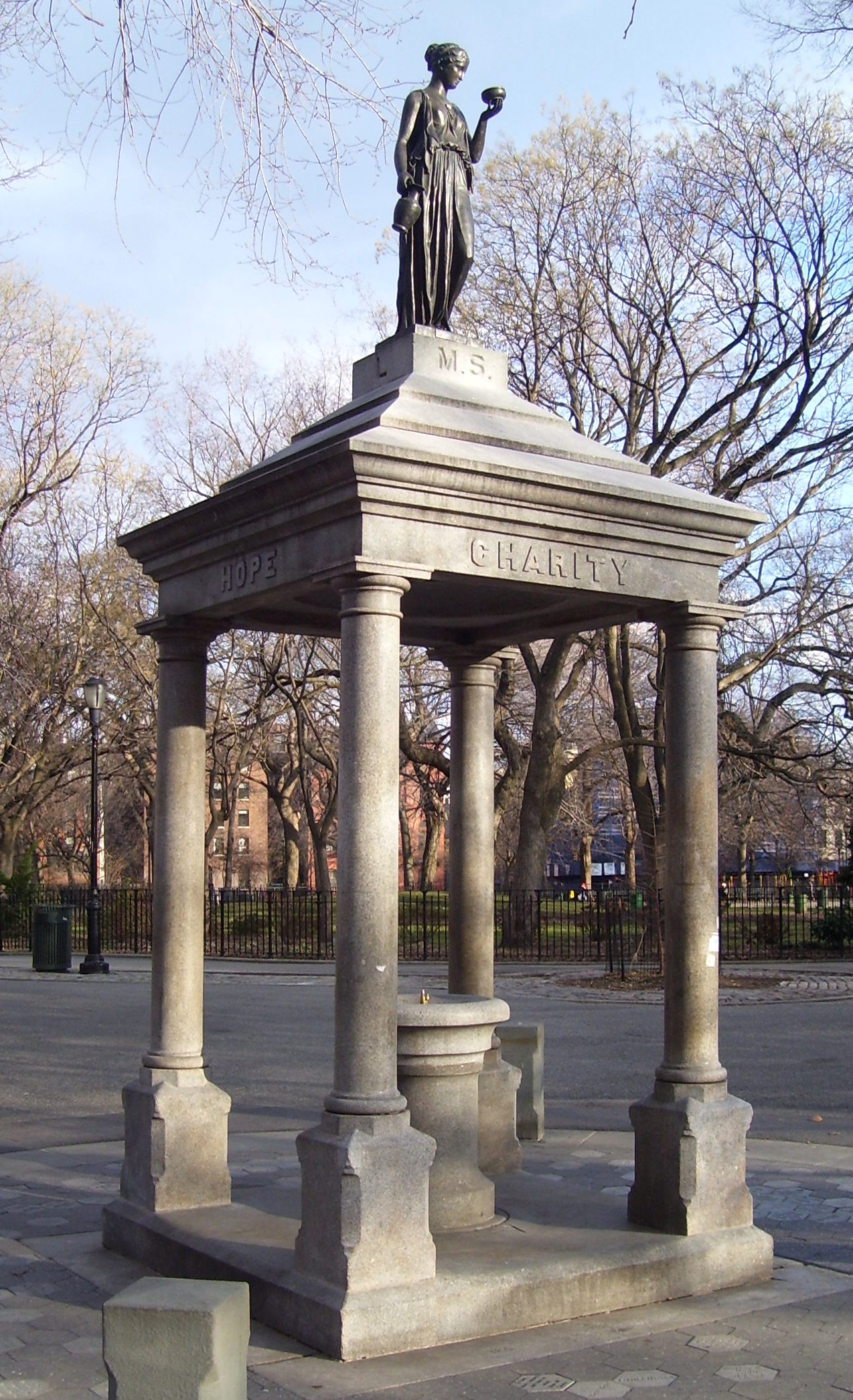
톰킨스 스퀘어 공원에 있는 금주 분수, 뉴욕 시

더럽고 맛없는 식수는 많은 미국인들이 건강 목적으로 술을 마시게 만들었기 때문에, 남북 전쟁 이후 금주 단체들은 미국 전역에 공공 식수대를 건설했다. 전국 여성 기독교 금주 연합(NWCTU)의 1874년 창립 대회에서는 참석자들에게 자신들이 온 곳에 분수를 세울 것을 강력히 권장했다. NWCTU는 남성들이 음료 판매점에 들어가지 않고도 갈증을 해소할 수 있도록 공공 금주 분수를 권장했다.
헤베의 석조 조각상은 금주 분수에 사용하기 위해 판매되었다. 유니언 스퀘어 공원(뉴욕 시)의 제임스 분수(1881년)는 자선의 모습을 한 금주 분수로, 아이의 도움을 받아 물병을 비우는 모습을 하고 있다. 이 분수는 대니얼 윌리스 제임스가 기증하고 아돌프 돈도르프가 조각했다. 워싱턴 D.C.에는 1882년 금주 운동가 헨리 D. 코그스웰이 도시에 기증한 "그" 금주 분수가 있다. 이 분수는 코그스웰이 시원한 식수에 쉽게 접근할 수 있으면 사람들이 술을 마시지 않을 것이라는 믿음으로 설계하고 의뢰한 일련의 분수 중 하나였다. 돌 캐노피 아래에는 "신앙", "희망", "자선", "절제"라는 단어가 새겨져 있다. 이 캐노피 위에는 실물 크기의 백로가 놓여 있고, 중앙에는 얽혀 있는 한 쌍의 문장이 있는 비늘 달린 돌고래가 있다. 원래 방문객들은 돌고래 코에서 흐르는 얼음물을 분수에 부착된 황동 컵으로 자유롭게 마실 수 있었고, 넘치는 물은 말들을 위한 여물통으로 모이도록 되어 있었지만, 시 당국은 받침대 아래의 저장고에 얼음을 계속 채워 넣는 것에 지쳐서 공급 파이프를 끊었다. 다른 코그스웰 분수로는 뉴욕 시의 톰킨스 스퀘어 공원에 여전히 서 있는 것이 있다.
오리건의 목재업자인 사이먼 벤슨은 금주론자였는데, 그는 자신의 직원들이 한낮에 술을 마시는 것을 막고 싶어 했다. 1912년 벤슨은 포틀랜드 시에 20개의 청동 식수대 설치를 위해 1만 달러를 기부했다. 2012년 5월 현재, 이 식수대들은 “벤슨 버블러”로 알려져 있으며, 포틀랜드 시내에서 기능적인 공공 식수 장치로 계속 사용되고 있다. 두 곳의 포틀랜드 “벤슨 버블러” 위치는 이스트뱅크 산책로와 3번가와 번사이드 모퉁이다.

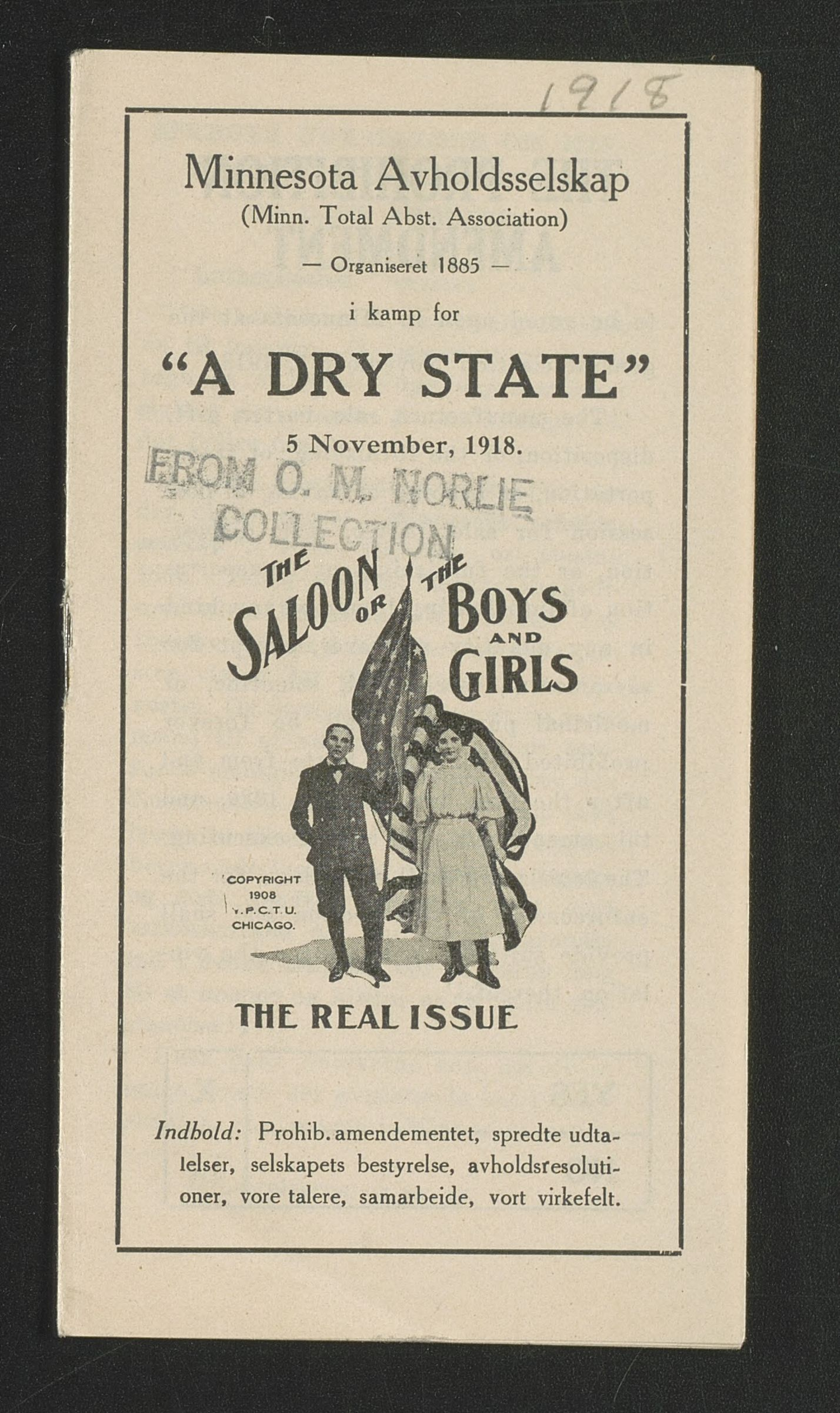
미네소타 전체 금주 협회에서 1918년에 발행한 금주 주를 장려하는 소책자.

## 제3차 금주 운동: 1893–1933
1890년 몰몬교 일부다처제의 패배로 19세기 위대한 도덕적 명분 중 단 하나만이 해결되지 않은 채 남았다. 미국의 마지막 금주 운동 시기에는 반살롱 연맹 (ASL)이 부상하여 1920년 발효부터 1933년 폐지까지 국가적 금주법을 성공적으로 추진했다. 이 강력한 금주주의 운동은 다양한 연합 세력을 끌어들였다: 의사, 목사, 우생학자; 쿠 클럭스 클랜 단원과 자유주의 국제주의자; 기업 지도자와 노동 급진주의자; 보수적인 복음주의자와 자유주의 신학자들.

### 반살롱 연맹
하워드 하이드 러셀 목사는 1893년 반살롱 연맹 (ASL)을 설립했다. 웨인 휠러의 지도 아래 ASL은 정치적 결과에 중점을 두었으며 압력 정치의 기술을 완성했다. 정치인들에게 음주 습관을 바꾸라고 요구하는 대신, 입법부에서의 투표만 요구했다. 금주당과 WCTU와 같은 다른 조직들은 더 조직적이고 집중적인 ASL에 곧 영향력을 잃었다.
ASL의 좌우명은 "살롱에 대항하는 교회"였으며, 종교적 연합을 동원하여 주(및 지방) 법안(금주 주와 금주군을 설립)을 통과시켰다.
19세기 후반까지 대부분의 개신교 교단과 미국 가톨릭 교회는 주류 판매 및 소비를 법적으로 제한하는 운동을 지지했다. 이 단체들은 알코올 소비가 부패, 성매매, 가정 폭력, 그리고 다른 범죄 활동으로 이어진다고 믿었다. 양조업자와 증류업자들은 생계를 위협하는 개혁 운동에 저항했으며, 여성들이 금주에 투표할 것이라고 예상했기 때문에 여성 참정권을 두려워했다.
제1차 세계 대전 중 반독일 정서에 힘입어 ASL은 1917년 12월 18일, 미국 수정 헌법 제18조 통과라는 주요 목표를 달성했다. 1919년 1월 16일까지 3/4의 주 의회 비준을 통해 국가 금주법이 제정되었다. 이 수정 헌법은 1920년 1월 16일에 발효되었다. 금주법은 "미국 및 그 소유지 내에서 알코올 음료의 제조, 판매, 운송"을 금지했다. 그러나 금주법은 주류 제품의 개인 소유 또는 소비를 불법화하지 않았다.

## 현대 금주 운동: 제2차 세계 대전 이후
하버드 의학전문대학원의 잭 해럴드 멘델슨 교수와 낸시 K. 멜로는 현대 미국에서의 금주 정서에 대해 "한때 사회 질서, 가정, 기본적인 품위라는 측면에서 구조화되었던 구호가 이제는 건강 증진 및 질병 예방이라는 측면에서 구성된다"고 썼다. 여성 기독교 금주 연합 및 국제 굿 템플러회와 같은 기존 금주 단체들은 오늘날에도 활동을 계속하고 있으며, 마린 알코올 및 기타 약물 문제 예방 연구소와 공익과학센터와 같은 새로운 "금주 기업들은 다양한 기관적 지원을 받았다". 이들 금주 단체들은 "세금 인상, 주류 광고 축소, 음료 산업 감시"에 노력을 집중하고 있으며, 일요일 블루 법을 지지하여 일요일에 알코올 판매를 금지하고 있다.

## 금주 단체
미국의 금주 단체들은 미국 헌법 수정 제18조의 비준을 통해 국가적인 알코올 금주를 이루는 데 필수적인 역할을 했다. 미국의 일부 금주 단체는 다음과 같다.
- 미국 문제 출판사
- 미국 금주 협회
- 반살롱 연맹 (활동 중)
- 영국 여성 금주 협회 (활동 중)
- 미국 가톨릭 금주 연합
- 공익과학센터 (활동 중)
- 50인 위원회 (1893년)
- 금주의 딸들[23]
- 과학적 금주 교육부
- 미국 비행 전대
- IOGT-USA (활동 중)
- 매튜 신부 기사단
- 링컨-리 군단
- 마린 알코올 및 기타 약물 문제 예방 연구소 (활동 중)
- 감리교 금주, 금주법 및 공중도덕 위원회
- 국립 금주 협회 및 출판사
- 개척자 전체 금주 협회 (활동 중)
- 금주당 (활동 중)
- 구세군 (활동 중)
- 과학 금주 연맹
- 금주의 아들들 (활동 중)
- 명예와 금주의 템플러 (활동 중)
- 금주 협회
- 1815년 포틀랜드에서 결성된 완전 금주 협회.[7]
- 여성 기독교 금주 연합 (활동 중)
- 1852년 수전 B. 앤서니와 메리 C. 본이 설립한 여성 뉴욕주 금주 협회[24]
- 국립 금주 위원회
- 세계 알코올 반대 연맹 (금주 지지 단체)

이러한 단체들의 회원 자격과 리더십에는 종종 상당한 중복이 있었다. 미국의 저명한 금주 지도자로는 제임스 캐넌 주니어 주교, 제임스 블랙, 어니스트 체링턴, 닐 S. 다우, 메리 헌트, 윌리엄 E. 존슨 ("푸시풋" 존슨으로 알려짐), 캐리 네이션, 하워드 하이드 러셀, 존 세인트 존, 빌리 선데이, 매튜 신부, 앤드류 볼스테드 및 웨인 휠러 등이 있다.
또한 가족들을 유치하기 위해 술을 팔지 않는 것을 강조한 글렌우드 인 (호넬스빌, 뉴욕)과 같은 상업 시설도 있었다.

## 같이 보기
- 미국 금연 연맹
- 데이지 더글러스 바
- 디오클레티안 루이스
- 이디스 스미스 데이비스
- 엘리자 톰슨
- 프란세스 E. L. 프레스턴
- 진 아몬드슨
- 위스키 전쟁 (영화)
- "모두 자기 일이나 신경 써라" (단편 소설)
- 메리 헌트
- 아메리카 원주민 금주 운동가
- 펄리 베이커
- 스트레이트 엣지
- 금주와 선량한 시민의 날
- 토마스 시월
- 워싱턴 운동

## 일반 및 인용된 참고 문헌
- 체링턴, 어니스트. "미국 금주법의 진화" (1926).
- 클라크, 노먼 H. "악에서 우리를 구원하소서: 미국 금주법에 대한 해석". W. W. 노턴, 1976.
- 대넨바움, 제드. "미국 여성들 사이에서 금주 운동과 전투성의 기원", 사회 역사 저널 14권 (1981): 235–36.
- 거스필드, 조지프 R. "상징적 십자군: 지위 정치와 미국 금주 운동". 일리노이주 어바나: 일리노이 대학교 출판부, 1963.
- 젠슨, 리처드. "중서부의 승리, 사회 및 정치 갈등, 1888–1896". 일리노이주 시카고: 시카고 대학교 출판부, 1971.
- 맥코넬, D. W. "금주 운동". 셀리그만, 에드윈 R. A., 존슨, 앨빈 (편집). 사회 과학 백과사전, 1933.
- 마이어, 사빈 N. "우리는 마시는 것으로부터: 미네소타의 금주 전쟁". 일리노이주 샴페인: 일리노이 대학교 출판부, 2015.
- 오드가드, 피터 H. "압력 정치: 반살롱 연맹 이야기". 1928.
- 시한, 낸시 M. "WCTU와 교육: 캐나다-미국 사례". 중서부 교육사 학회 저널, 1981, P, 115–133.
- 팀버레이크, 제임스 H. "금주법과 진보 운동, 1900–1920". 매사추세츠주 케임브리지: 하버드 대학교 출판부, 1963.
- 트레이시, 사라 W. 및 캐롤라인 진 애커; "미국 의식의 변화: 미국 알코올 및 약물 사용 역사, 1800–2000". 매사추세츠주 애머스트: 매사추세츠 대학교 출판부, 2004.
- 타이어럴, 이안. "여성의 세계/여성의 제국: 국제적 관점에서 본 여성 기독교 금주 연합, 1880–1930". 노스캐롤라이나주 채플힐: 노스캐롤라이나 대학교 출판부, 1991.
- 볼크, 카일 G. "도덕적 소수자와 미국 민주주의의 형성". 뉴욕: 옥스포드 대학교 출판부, 2014.